# Neotanypeza apicalis
Neotanypeza apicalis is een vliegensoort uit de familie van de langpootvliegen (Tanypezidae). De wetenschappelijke naam van de soort is voor het eerst geldig gepubliceerd in 1830 door Christian Rudolph Wilhelm Wiedemann.